# لويس فرناندو دا سيلفا
لويس فرناندو دا سيلفا هو لاعب كرة قدم برازيلي، ولد في 6 يونيو 1979 في Novo Horizonte, São Paulo ‏ في البرازيل. لعب مع أتلتيكو براغانتينو وسينايوين يالكابالوكيرهو.

## وصلات خارجية
- لويس فرناندو دا سيلفا على موقع قاعدة بيانات كرة القدم.إي يو (الإنجليزية)
- لويس فرناندو دا سيلفا على موقع Soccerway.com (الإنجليزية)